# Doubravice (Nahořany)
Doubravice (německy Daubrawitz) je malá vesnice, část obce Nahořany v okrese Náchod. Nachází se asi 2 km na sever od Nahořan. V roce 2009 zde bylo evidováno 35 adres. V roce 2001 zde trvale žilo 29 obyvatel.
Doubravice leží v katastrálním území Lhota u Nahořan o výměře 4,31 km2.

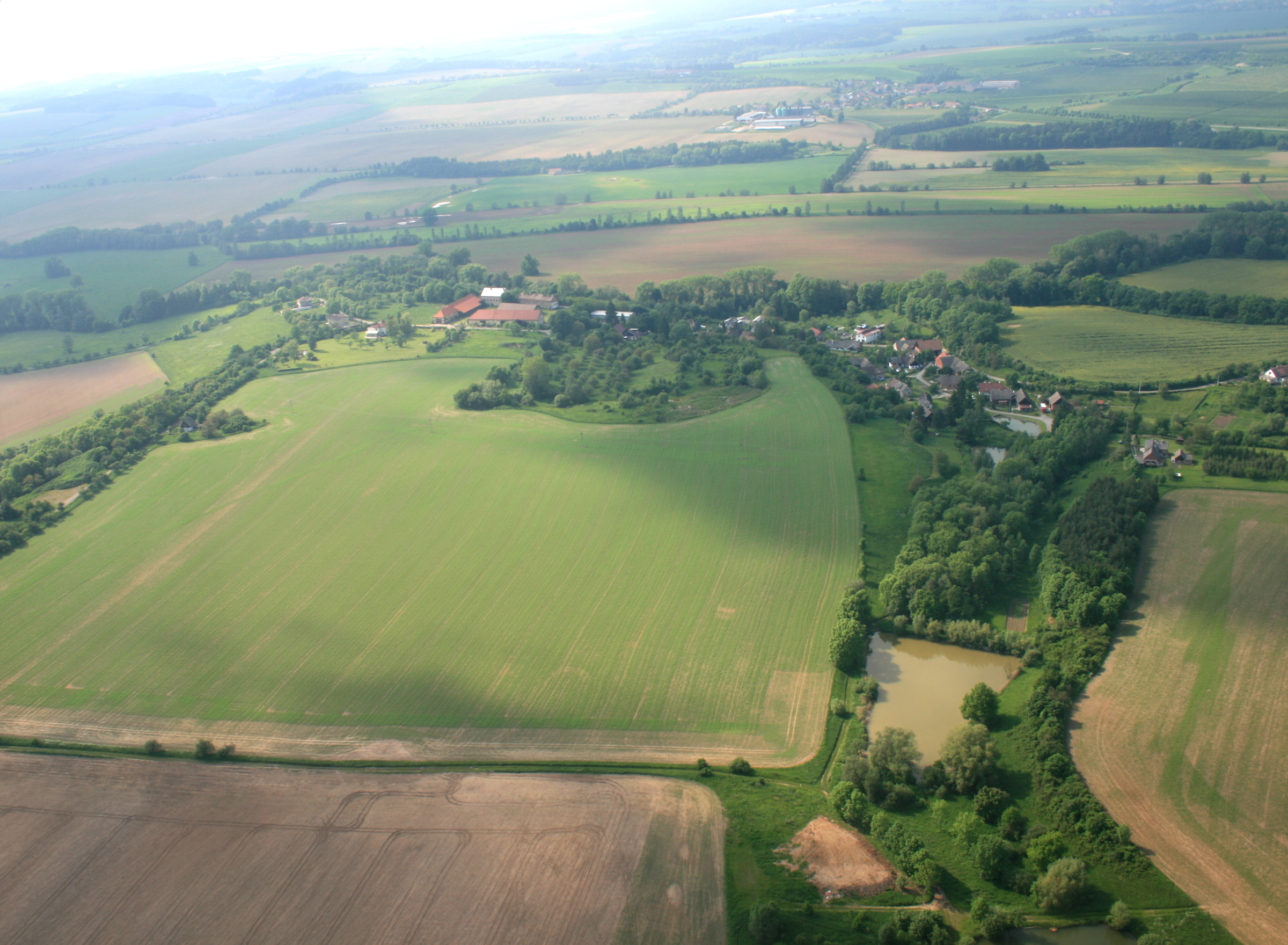
letecký snímek